# زينب بنت علي
     لشخصية أخرى تحمل اسم زينب بنت علي، طالع زينب بنت علي (توضيح).
ٱلْحَوْرَاءُ زَيْنَبُ بِنْتُ عَلِيِّ بْنِ أَبِي طَالِبٍ، الملقبةُ بـزَيْنَبَ ٱلْكُبْرَىٰ (5 - 62 هـ)؛ ثالثة أولاد فاطمةَ الزهراءِ بِنتِ الرسول محمدٍ وعليِّ بْنِ أبي طالب، كبرىٰ بنتيهما، الأختُ الشقيقة للسبطين: الحَسَنِ، والحُسَين. أبوها: الخليفة الرابع من الخلفاء الراشدين عند أهل السنة والجماعة، وأوّل الأئمة الٱثْنَيْ عَشَر عند الشيعة، فلذلك عُدَّت زينبُ من السيدات الجليلات عند المسلمين. ولها قداسة وإجلال عند الشيعة خاصةً؛ لِما كان لها من شأنٍ وأثرٍ بالغ، ولِما أظهرته من ثباتٍ وشجاعة، وفصاحةٍ وبلاغة في معركة كربلاءَ حيث قُتل أخوها الحسينُ بْنُ علي بن أبي طالب، وعدد من أهل بيته. ويعتقد الشيعة عصمتَها بالعصمة الصغرىٰ،(1) قال فيها ابْنُ أخيها عليُّ بْنُ الحسين السجاد: «يا عمَّةِ، أَنْتِ بِحَمْدِ اَللَّهِ عَالِمَةٌ غَيْرُ مُعَلَّمَةٍ، فَهِمَةٌ غَيْرُ مُفَهَّمَةٍ».
يحتفل الشيعة وبعض أهل السنة والجماعة والطرق الصوفية في يوم ميلادها في الخامس من جُمادَى الأولىٰ. وكذلك يحيي الشيعة ذكرى وفاتها.

## اسمها وكُنيتها وألقابها
في معنىٰ «زَيْنَب» قولان: فالأول: أن «زينب» مركَّبة من: زين، وأب. والثاني: أن «زينب»: اسمُ شَجَرٍ حَسَنِ المنظر، طيِّبِ الرائحة، واحدتُهُ: زَيْنَبَة، أزهارُه بيضاءُ، فوَّاحة الرائحة، وبه سُمِّيَت المرأة زينب، بهذه الشجرة. قاله مجدُ الدين الفِيروزاباديُّ في «القاموس المحيط» ونصُّهُ: «مِنَ الزَّيْنَبِ، لِشَجَرٍ حَسَنِ المَنْظَرِ طَيِّبِ الرَّائِحَةِ، [قال قَبْلَهُ:] وبه سُمِّيَت المرأةُ زَيْنَبَ، أو أصْلُها: زَيْنُ أب».، وقال  ابْنُ الأعرابيِّ: «الزَّيْنَبُ: شجرٌ حَسَنُ المَنْظرِ، طيِّبُ الرائحة، وبه سُمِّيَتِ المرأةُ. وواحِدَةُ الزَّيْنَبِ الشّجرِ: زَيْنَبَةٌ». و«زَيْنَبُ» اسمٌ ممنوع من الصرف؛ لأنه عَلَمٌ مؤنث؛ فلا يُنَوَّن، ولا يُجَرُّ بالكسرة، لكنْ بالفتحة، يُقال: «إلىٰ زينبَ، ومُصيبةُ زينبَ» في الجر، وفي الرفع: «قالتْ زينبُ»، وفي النصب: «رأيتُ زينبَ».
تُكنَّىٰ زينبُ بـ «أم الحسن» و«أم كُلثوم». والمشهور أنَّ لعليِّ بْنِ أبي طالب بنتَينِ من زوجته فاطمةَ الزهراءِ: زينب، وأم كلثوم.
وعُبِّرَ عن زينب في مصادرَ تاريخيَّة، وعلى لسان خطباءَ ومؤلفين بـ «العقيلة»، وهو وصف لها، لا اسم، فيقول أبو الفرج الإصفهاني: «العقيلة هي التي روى ابْنُ عباس عنها كلام فاطمةَ في فدك، فقال: حدثتنا عقيلتُنا زينبُ بِنتُ علي».
ومن معاني «العقيلة» في العربيَّة: المرأة الكريمة، والنفيسة، والمُخَدَّرة. وقال ٱبْنُ منظور في «لسان العرب»: «عقيلة القوم: سيدهم، وعقيلة كل شيء: أكرمه». وقال بُطرُسُ البُستانيُّ في «محيط المحيط»: «العَقِيلَةُ: الكريمة من النساء. وعقيلة الرجل: زوجته، تستعمل في المواقف الرسمية بخاصة؛ وجَّه الرئيس وعقيلتُه الدعوةَ إلى رئيس الدولة الصديقة وعقيلته. والعقيلة: سيِّد القوم؛ كان عقيلةُ القبيلة كبيرَها سنًّا وعقلاً، ج: عقائل».
واشتهرتْ لزينبَ ألقابٌ، منها:
«زينبُ الكبرىٰ»؛ للتفريق بينَها وبين من سميت باسمها من أخواتها وكنِّيت بكنيتها.
«الحوراء»، و«أم المصائب»: لأنَّها شَهِدَتْ مصيبةَ وفاة جدّها محمد رسول الإسلام، ومصيبةَ وفاة أمّها فاطمةَ الزهراء، ومصيبةَ قتل أبيها عليِّ بْنِ أبي طالب، ومصيبةَ شهادة أخيها الحسنِ بْنِ علي مسمومًا، والمصيبةَ العظمى‌ٰ: مصيبةَ قتلِ أخيها الحسين بن علي كُلَّها، من أولها إلى آخرها، وقتل ولداها عون ومحمد مع خالهما أمام عينها، وحُملت أسيرة من كربلاء إلى الكوفة، وأدخلت على ابن زياد إلى مجلس الرجال، فقابلها بلؤم عنصره، وخسة أصله، بالكلام الخشن الموجع، وإظهار الشماتة، وحملت أسيرة من الكوفة إلى الشام، ورؤوسُ أخيها ووَلَدَيها وأهلِ بيتها وأهل بيتها أمامَها على رؤوس الرماح طَوَال الطريق، حتى دخلوا دمشقَ على هذا الحال، وأُدخلوا على يزيدَ في مجلس الرجال وهم مُقَرَّنون في الحبال. ولها ألقابٌ غيرُها، منها: «الغريبة»، و«العالمة غيرُ المعلَّمة»، و«الطاهرة»، و«السيدة»، وإذا قيل في مِصرَ: «السيدة» فقط، عُرف أنها السيدةُ زينب.

## ولادتها ونشأتها
القول المشهور بين الشيعة أن ولادة زينب بنت علي كانت في 5 جمادى الأولى من 6 هـ، وتوجد أقوال تاريخية أخرى في تحديد يوم ميلادها، ولكن هذه الأقوال غير معتبرة. ويعتقد المؤرخون الشيعة بأن ولادتها كانت قبل تسقيط المحسن.(2) فيما يعتقد المؤرخون السنة بأن ولادة زينب كانت بعد ولادة المحسن.
عاشت السيدة زينب في المدينة مع والديها وجدها، وفي خلافة والدها هاجرت برفقة والدها وأخوتها إلى الكوفة التي كانت عاصمة الخلافة آنذاك، بعد قتل والدها عادت مع أخويها إلى المدينة المنورة واستقرت هناك.

## زوجها وأبناؤها
تزوَّجها ابْنُ عمها عبد اللهِ بْنُ جعفرِ بْنِ أبي طالب، فوَلَدَت له: عونًا، وعباسًا، وعليًّا، قُتل الأول مع خاله الحسين وأصحابه في معركة كربلاء، ولها أبنة واحدة هي أم كلثوم. ذكر عدد من الباحثين أن لها ابنًا آخرَ اسمه محمد، وقيل: ليس ابنَها، بل ابن زوجته الأخرى الخوصاء من بني بكر بن وائل، الذي استُشهد مع الحسين بالطف.

## زينب في معركة كربلاء
كان لزينب دور بطولي وأساسي في ثورة كربلاء التي تعتبر من أهم الأحداث التي عصفت بالأمة الإسلامية بعد رسول الله، وكان دورها لا يقل عن دور أخيها الحسين بن علي وأصحابه صعوبةً وتأثيراً في نصرة الدين. وأنها قادت مسيرة الثورة بعد استشهاد أخيها وكان لها دور إعلامي.فأوضحت للعالم حقيقة الثورة، وأبعادها وأهدافها.
لمَّا تحرك الحسين بن علي مع عدد قليل من أقاربه وأصحابه، للجهاد ضد يزيد بن معاوية، فقد رافقته شقيقته زينب إلى كربلاء، ووقفت إلى جانبه خلال تلك الشدائد.
وشهدت كربلاء بكل مصائبها ومآسيها، وقد رأت بعينيها يومَ عاشوراء كلَّ أحبتها يسيرونَ إلى المعركة ويستشهدون. حيث قُتل أبناؤها وأخوتها وبني هاشم أمام عينيها.
وبعد انتهاء المعركة رأت اجسادهم بدون رؤوس وأجسامهم ممزقة بالسيوف.وكانت النساء الأرامل من حولها وهن يندبن قتلاهن وقد تعلق بهن الأطفال من الذعر والعطش.و كان جيش العدو يحيط بهم من كل جانب وقاموا بحرق الخيم، واعتدوا على حرمات النساء والأطفال.وبقيت صابرة محتسبة عند الله ما جرى عليها من المصائب.وقابلت هذه المصائب العظام بشجاعة فائقة.

### الكوفة
دخلت قافلة السبايا إلى الكوفة بعد مقتل الحسين بأمر من عبيد الله بن زياد الذي كان واليا علي الكوفة آنذاك، فخرج أهل الكوفة للنظر إليهم، فصارت النساء يبكين وينشدن. فخطبت زينب خطبتها الشهيرة في أهل الكوفة قبل دخولها إلى مجلس ابن زياد، فقالت لهم زينب:«أتبكون فلا سكنت العبرة ولا هدأت الرنة».وقد أشارت إلى الناس بأنهم هم المسؤولون عن قتل الحسين فقالت: «ويلكم أتدرون أي كبد لرسول الله فريتم؟ وأي عهد نكثتم؟ ...»
و كان كلامها غايةً في الفصاحة والبيان مستعينةً بآيات من القرآن وكلامها يفيض بحرارة الايمان. فضج الناس بالبكاء والعويل.
و عندما أدخلت نساء الحسين وأولاده ورهطه إلى قصر الكوفة حاول ابن زياد التهجّم على أهل بيت، والشماتة بما حصل لهم في كربلاء، فكان ردّ زينب قوياً وعنيفاً ولم تأبه بحالة الأسر والمعاناة التي كانت عليها.
حين سألها ابن زياد:«كيفَ رأيتِ فعلَ اللهِ بأهلِ بيتكِ؟!»
فقالت: «ما رأيت إلاّ جميلاً. هؤلاء قوم كتب اللّه عليهم القتل فبرزوا إلى مضاجعهم...» وكان كلامها معبراً عن حالة الرضا والتسليم المطلق للّه عزّ وجلّ.
وانتهى موقفها في الكوفة إلى فضح القتلة وتبيين مقام شهداء كربلاء وقرابتهم من الرسول.

### الشام
ثم جُلبت أسيرة من الكوفة إلى الشام، بأمر من يزيد بن معاوية، ورأس أخيها الحسين ورؤوس شهداء أمامها على رؤوس الرماح طول الطريق، حتّى دخلوا دمشق وأُدخلوا على يزيد وهم مُقرّنون بالحبال والقيود، فعندما دخلوا على يزيد أمر برأس الحسين فوضع بين يديه، وأخذ ينكث ثنايا الحسين بقضيب خيزران بيده، فأثار هذا المشهد غضبها ومشاعرها فقامت وخطبت في مجلس يزيد معلنة انتصار الحق، ونهاية الحكم الأموي حيث ردت عليه بكل شجاعة وإباء مستصغرة قدره وسلطانه، ومستنكرة فعلته النكراء وقالت:«أظننت يا يزيد حيث أخذت علينا أقطار الأرض وآفاق السماء، فاصبحنا نساق كما تساق الإماء... أنسيت قول الله تعالى: وَلاَ يَحْسَبَنَّ الَّذِينَ كَفَرُواْ أَنَّمَا نُمْلِي لَهُمْ خَيْرٌ لِّأَنفُسِهِمْ إِنَّمَا نُمْلِي لَهُمْ لِيَزْدَادُواْ إِثْمًا وَلَهُمُ عَذَابٌ مُّهِينٌ. أمن العدل يابن الطلقاء تخديرك حرائرك وامائك وسوقك بنات رسول الله سبايا، قد هتكت ستورهنّ وأبديت وجوههنّ، تحدو بهنّ الأعداء من بلد إلي بلد...»
و من خلال هذه الخطبة بيّنت للناس الغافلين الحقائق، وفضحت أفعال بني امية وجرائمهم التي ارتكبوها في حادثة كربلاء.

## وفاتها ومدفنها

ضريح السيدة زينب الصغرى في القاهرة.

مرقد السيدة زينب الكبرى في دمشق

اختلف المؤرخون في تحديد سنة وفاتها، وان كان الأرجح عند كثير من الباحثين أنها توفيت في سنة 62 هـ، وذكر الكثير من المؤرخين وسير الأخبار بأنها توفيت ودفنت في دمشق، ورأي آخر على أنها دفنت في القاهرة مع انه لا يوجد أي كتاب مؤرخ لمزارات مصر يدل على وجود قبر لزينب في مصر بل دلت كثيرا على قبر السيدة نفيسة مثل الإمام الشافعي الذي زار قبر السيدة نفيسة ويرجح البعض إلى ان قبر السيدة زينب في القاهرة هو قبر السيدة زينب بنت يحيى المتوج بن الحسن الأنور بن زيد بن الحسن بن علي بن أبي طالب.
وذكر النسابة العبيدلي في أخبار الزينبيات على ما حكاه عنه مؤلّف كتاب السيدة زينب: أنّ زينب الكبرى بعد رجوعها من أسر بني أميّة إلى المدينة أخذت تؤلّب الناس على يزيد بن معاوية، فخاف عمرو بن سعد الأشدق انتقاض الأمر، فكتب إلى يزيد بالحال، فأتاه كتاب يزيد يأمره بأن يفرّق بينها وبين الناس، فأمر الوالي بإخراجها من المدينة إلى حيث شاءت، فأبت الخروج من المدينة وقالت: لا أخرج وإن أهرقت دماؤنا، فقالت لها زينب بنت عقيل: يا ابنة عمّاه قد صدقنا الله وعده وأورثنا الأرض نتبوأ منها حيث نشاء، فطيبي نفساً وقرّي عيناً، وسيجزي الله الظالمين، أتريدين بعد هذا هواناً؟ ارحلي إلى بلد آمن، ثم اجتمع عليها نساء بني هاشم وتلطّفن معها في الكلام، فاختارت مصر، وخرج معها من نساء بني هاشم فاطمة ابنة الحسين وسكينة، فدخلت مصر لأيام بقيت من ذي الحجة، فاستقبلها الوالي مسلمة بن مخلد الأنصاري في جماعة معه، فأنزلها داره بالحمراء، فأقامت به أحد عشر شهراً وخمسة عشر يوماً، وتوفيت عشية يوم الأحد لخمسة عشر يوماً مضت من رجب سنة اثنتين وستين هجرية، ودفنت بمخدعها في دار مسلمة المستجدة بالحمراء القصوى، حيث بساتين عبد الله بن عبد الرحمن بن عوف الزهري بالقاهرة فيما تشير روايات أخرى إلى أن عبد الله بن جعفر بن أبي طالب رحل من المدينة، وانتقل مع زينب إلى ضيعة كان يمتلكها قرب دمشق في قرية اسمها راوية وقد توفيت زينب في هذه القرية ودفنت في المرقد المعروف باسمها والمنطقة معروفة الآن بالسيدة زينب وهي من ضواحي دمشق.

## زينب في السينما والتلفزيون
ظهرت شخصية السيدة زينب بنت علي بن أبي طالب في مسلسل معاوية والحسن والحسين من إخراج عبد الباري أبو الخير، وبطولة رشيد عساف ومحمد المجالي وخالد الغويري، وقد جسدتها الممثلة السورية تاج حيدر.

## معرض صور

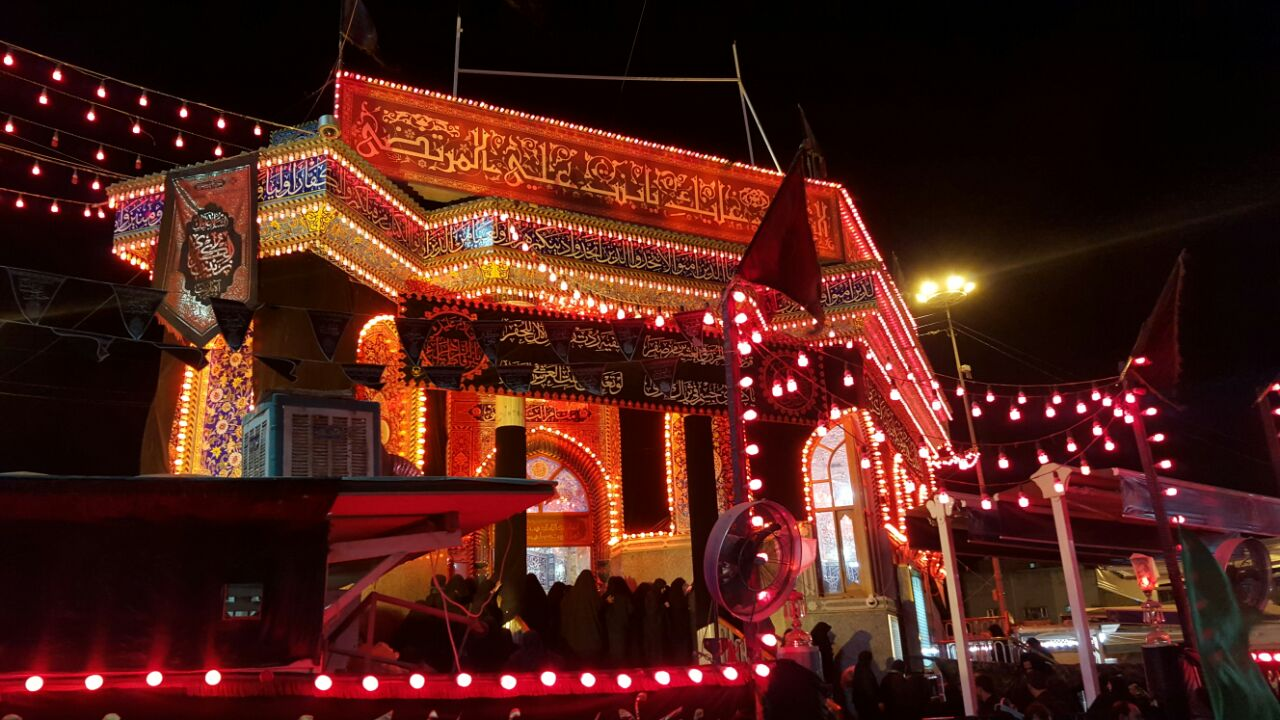
مرقد السيدة زينب عليها السلام في أيام استشهادها.

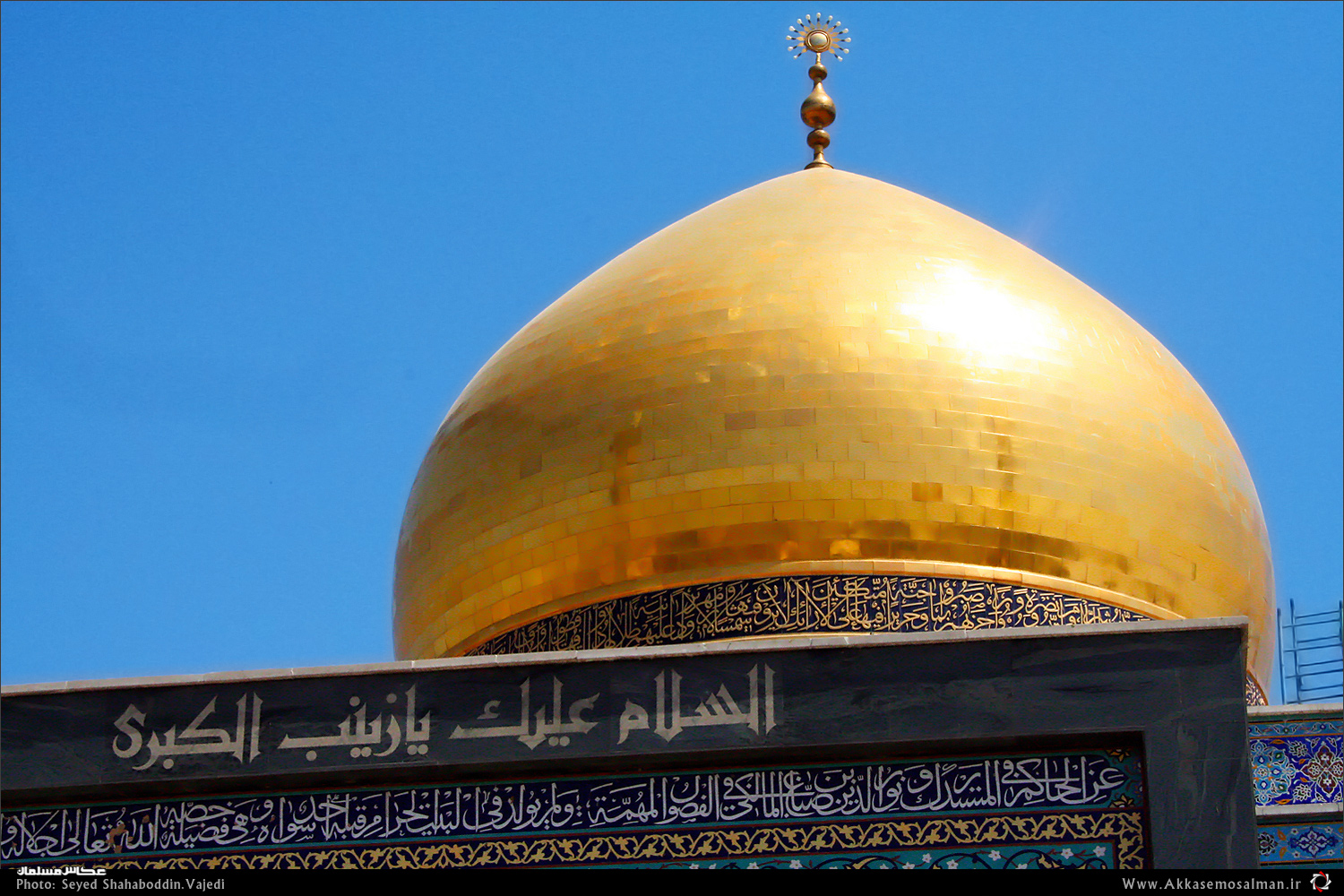
قبة المرقد المقدس وتظهر تحتها لافتة مكتوب عليها: "السلام عليك يا زينب الكبرى".

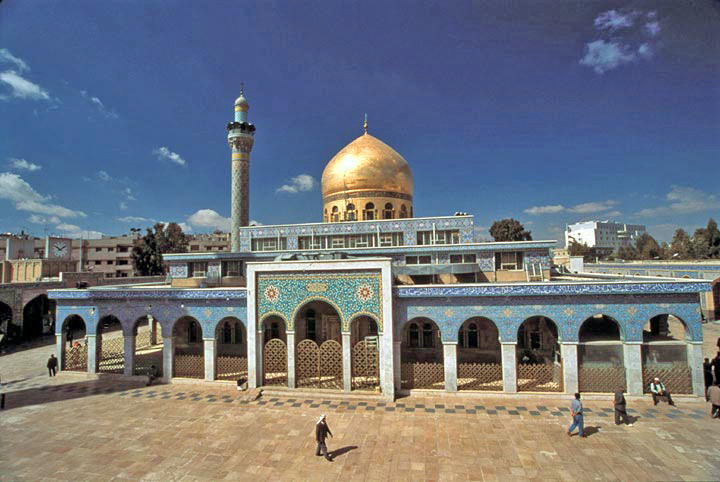
المرقد من الخارج.

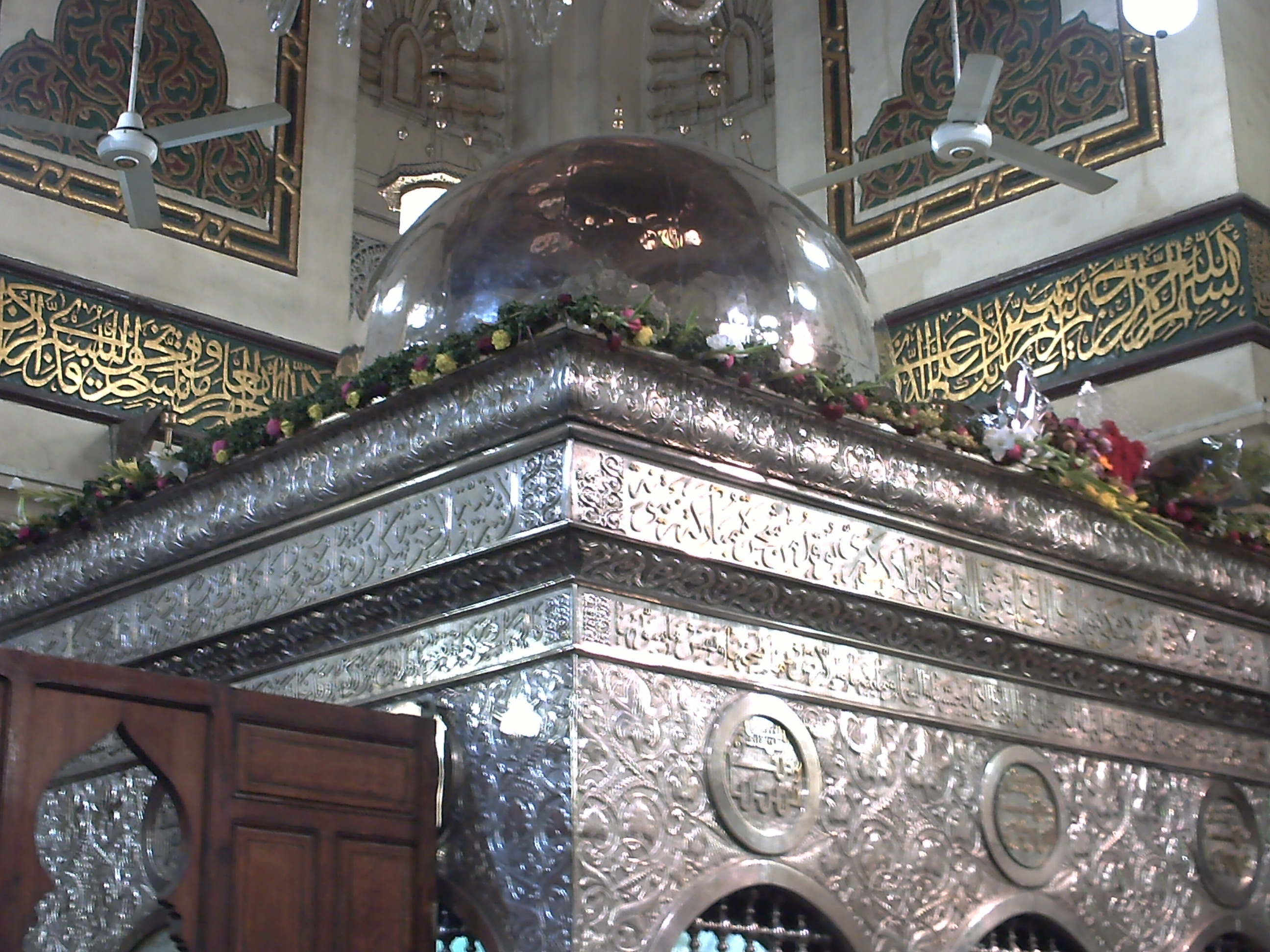
الشباك الفضي القديم.

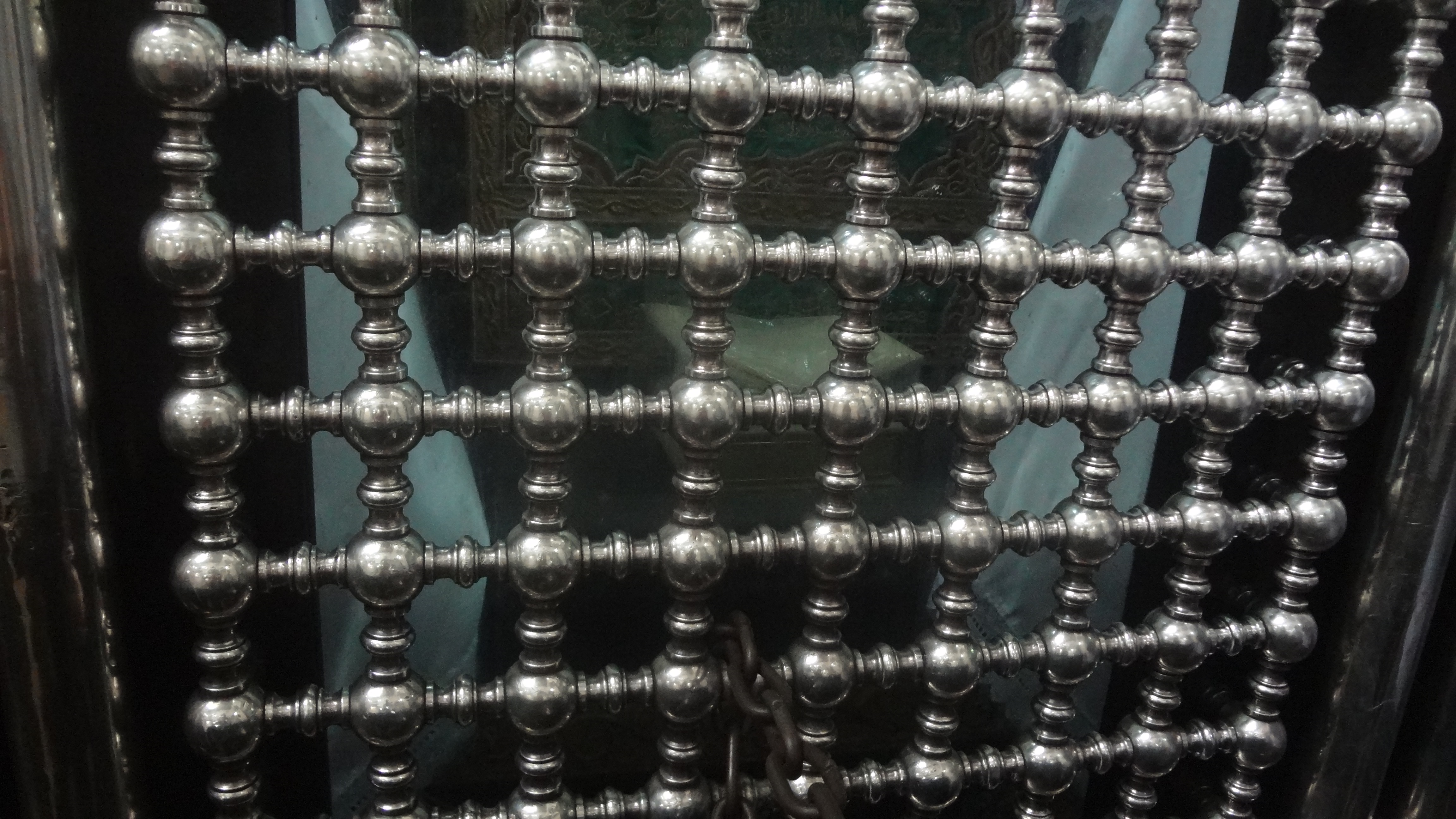
الشباك الفضي القديم.

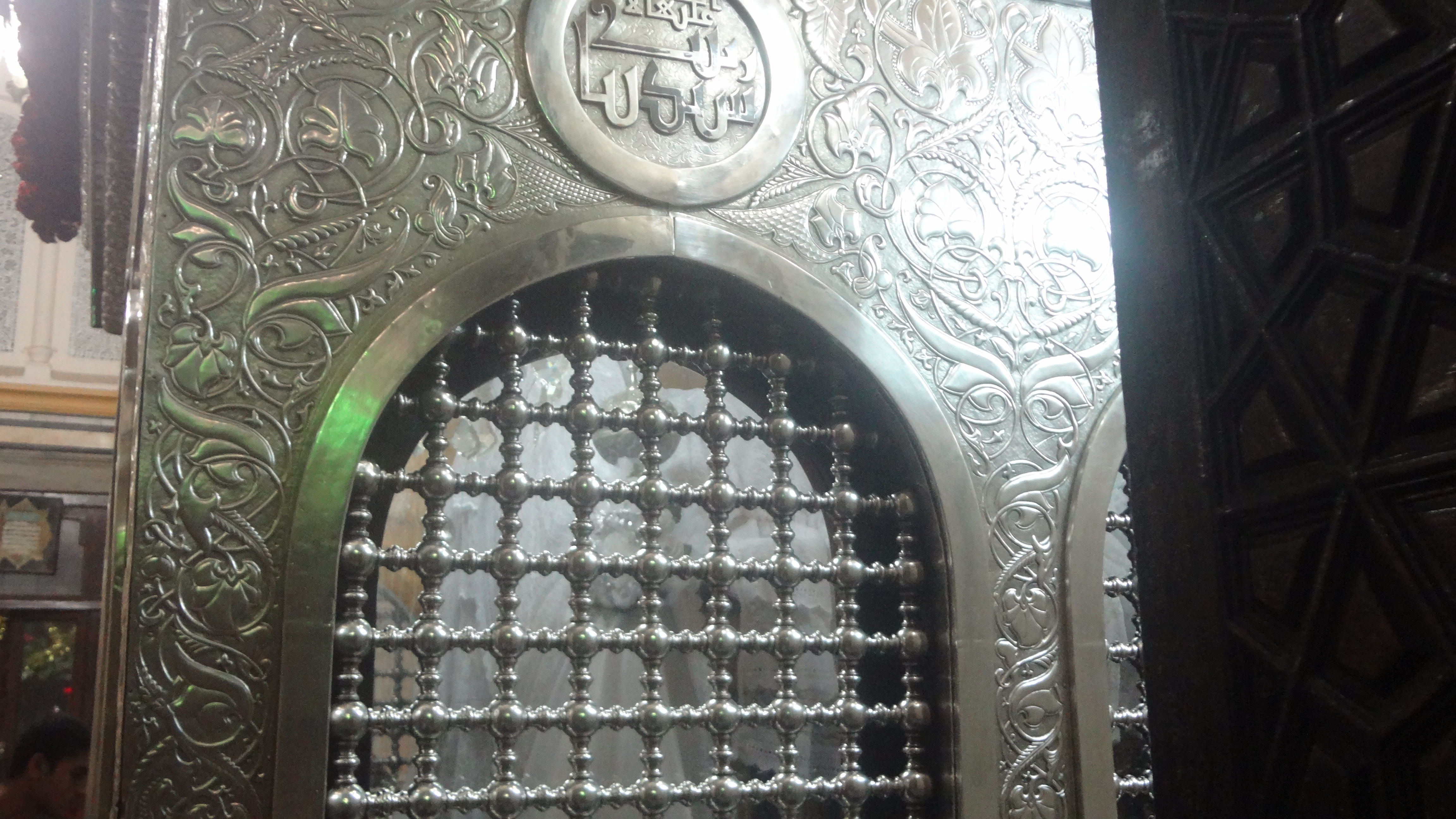
الشباك الفضي القديم.

مدخل المرقد المقدس.

مدخل المرقد المقدس.

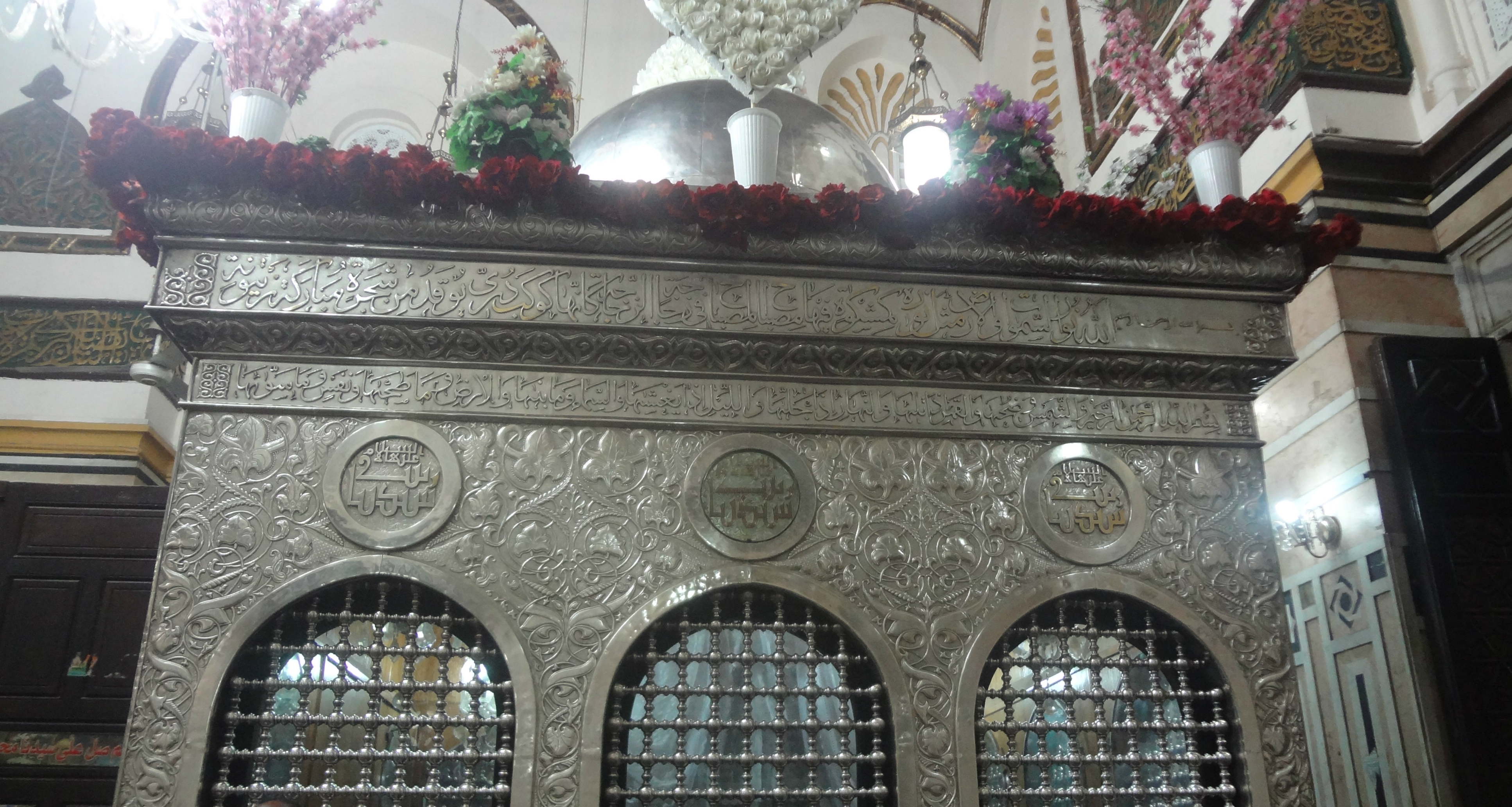
الشباك الفضي القديم.

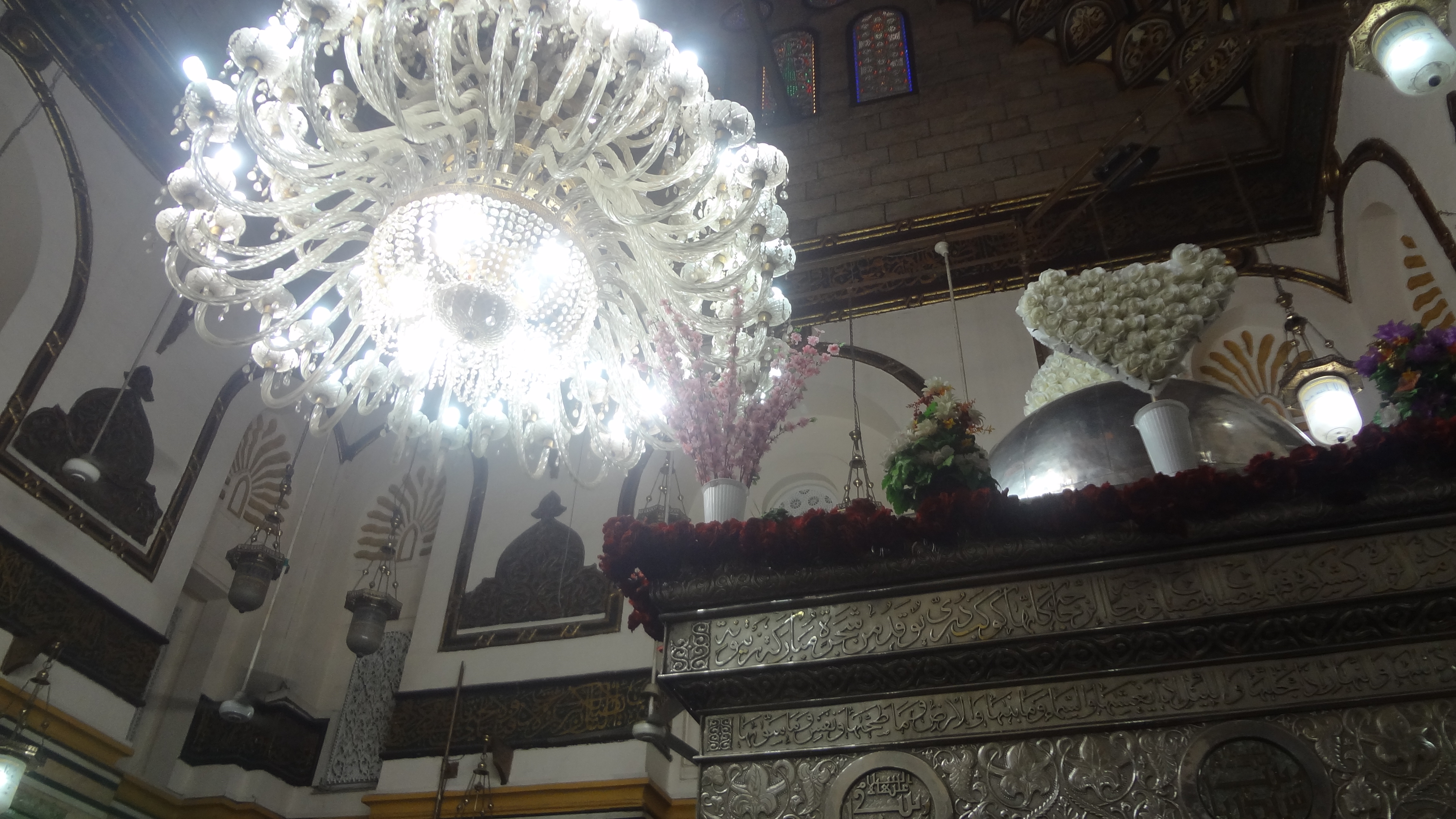
الشباك الفضي القديم.

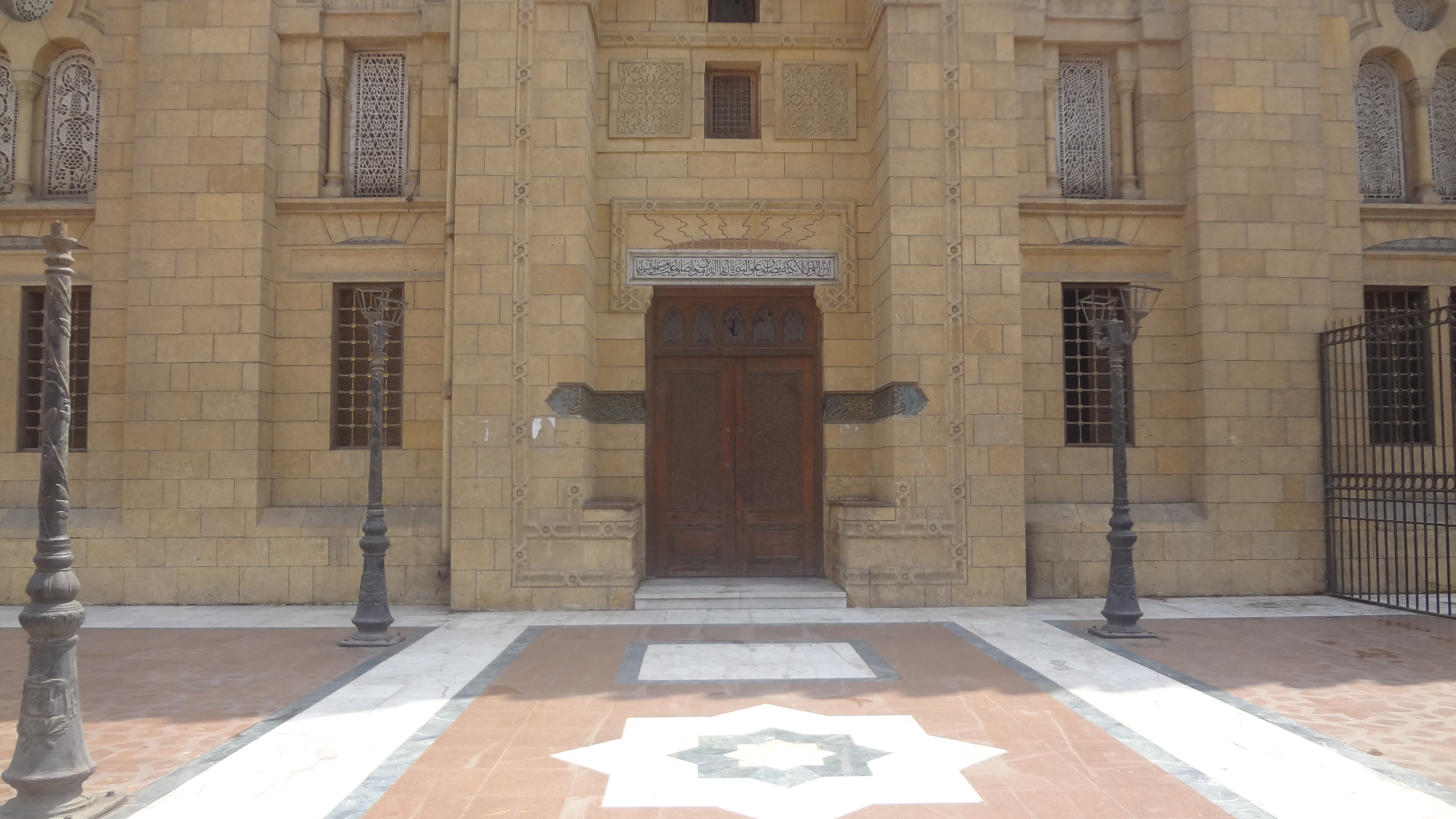
أحد أبواب المرقد المطهر.

مقرأة الفجر الموجودة في المرقد المقدس.

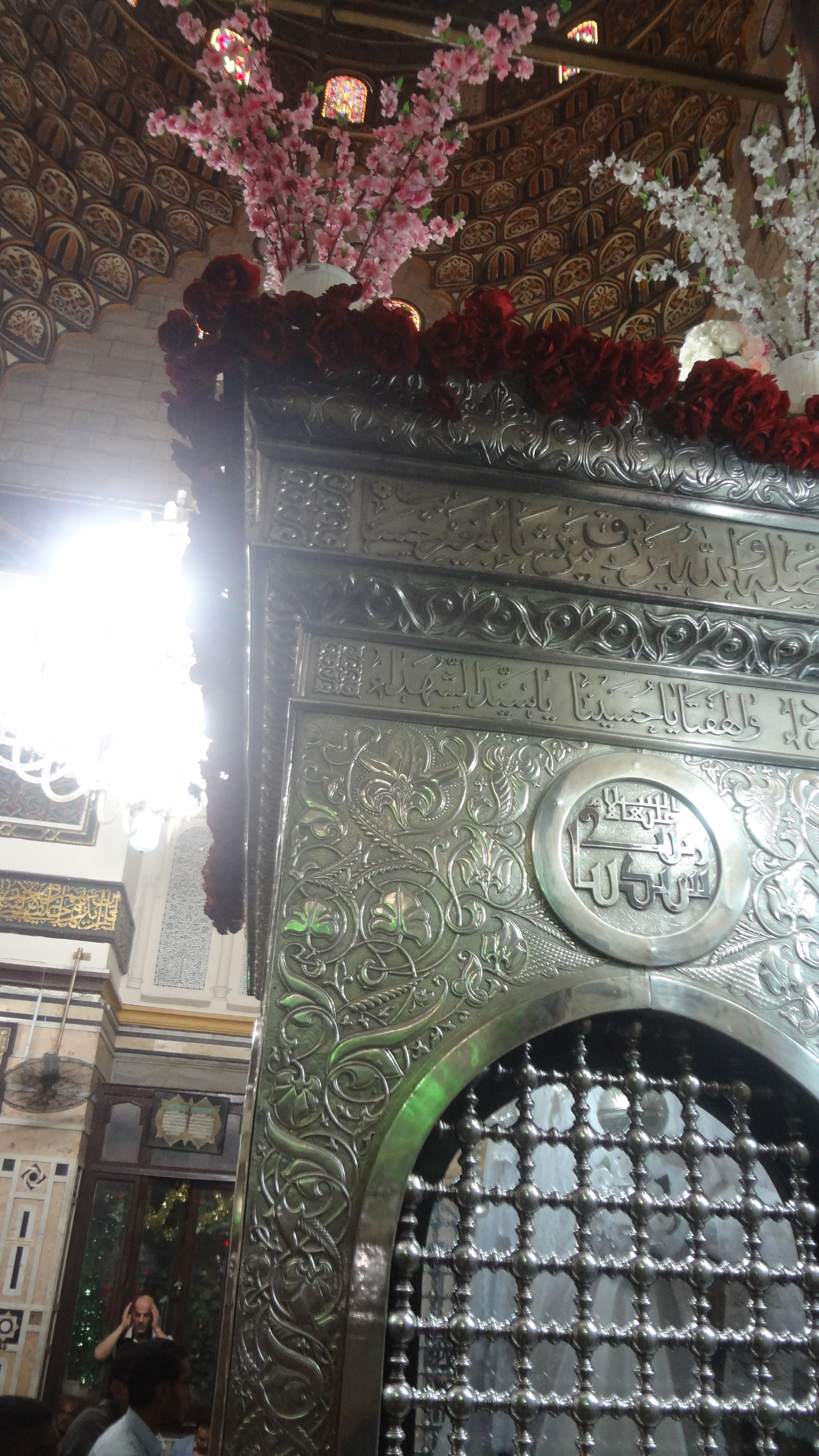
أحد زوايا الشباك القديم.

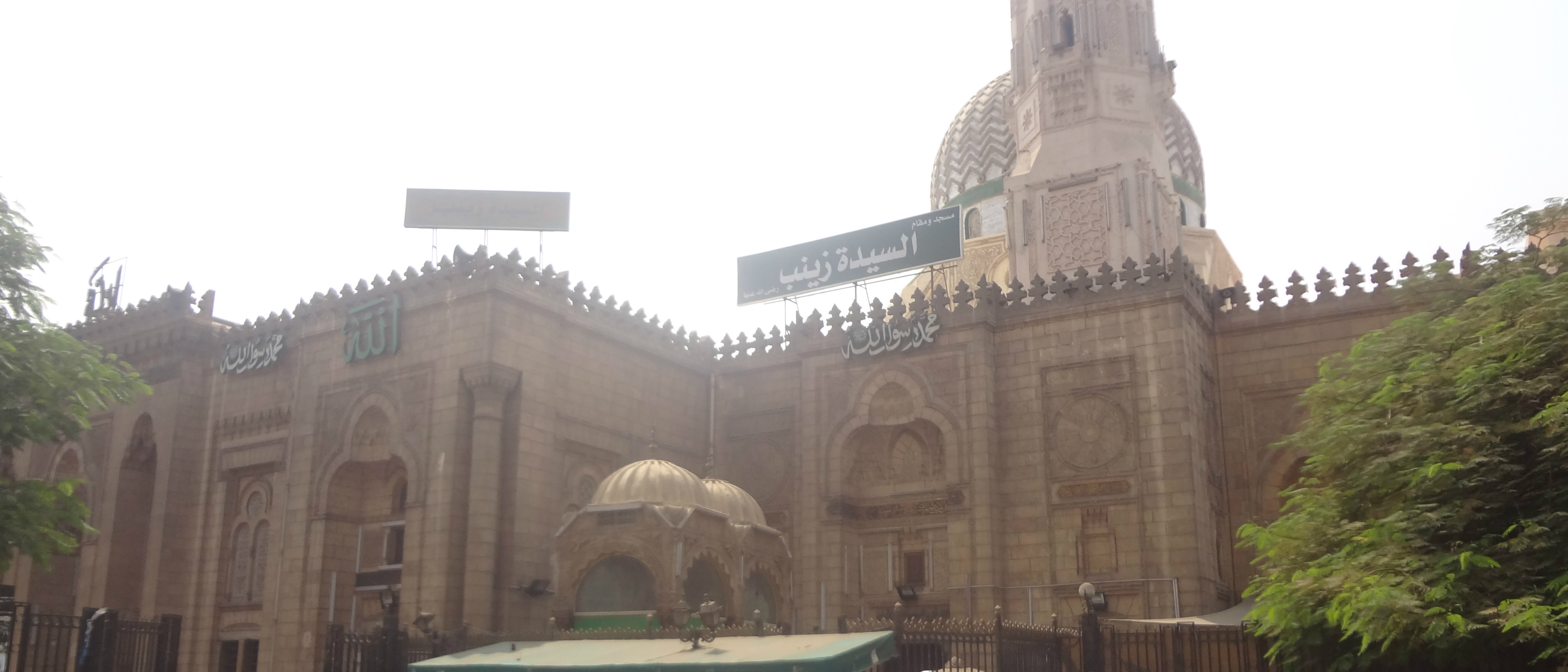
المرقد من الخارج.

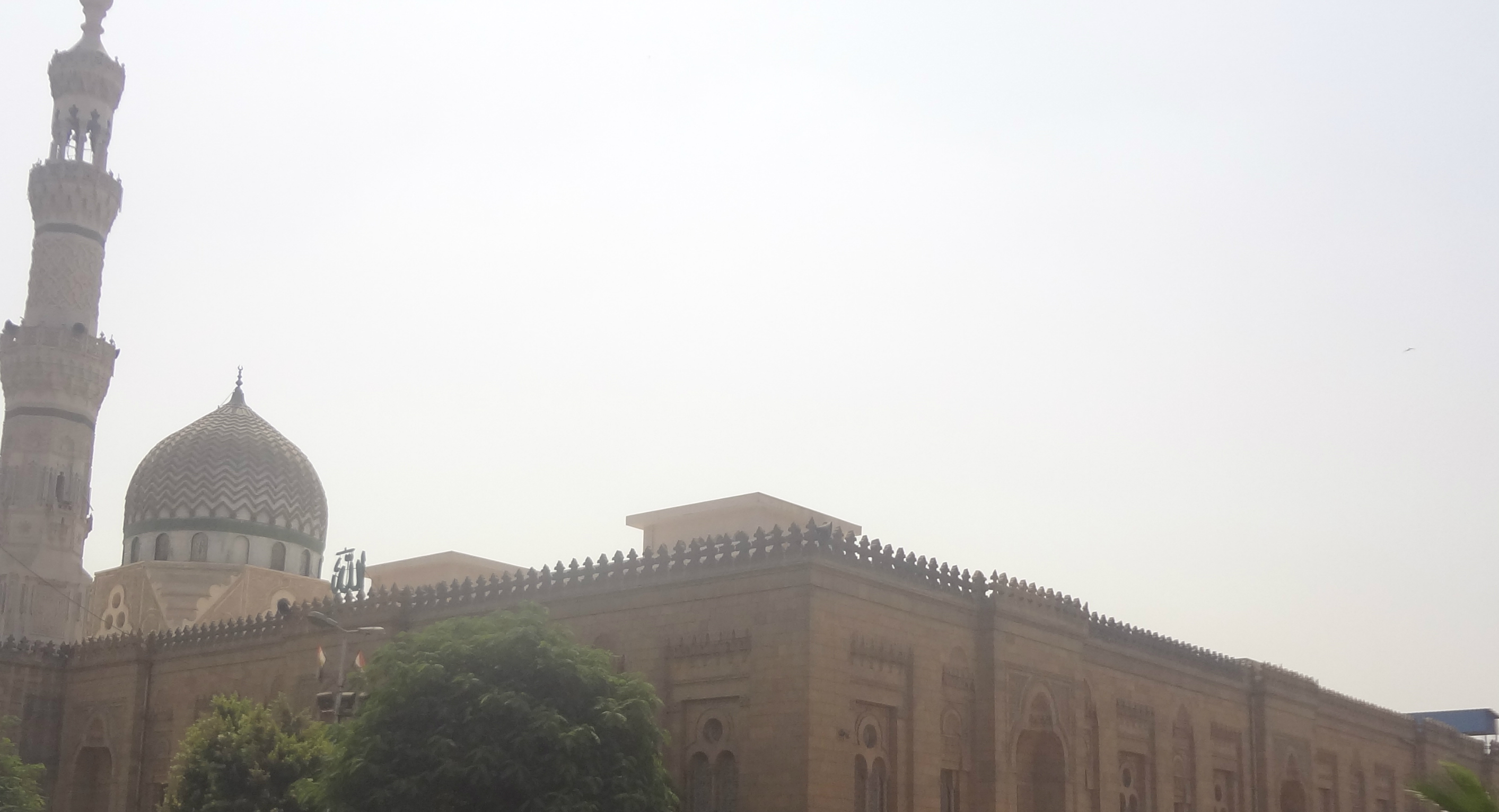
المرقد من الخارج.

المرقد من الخارج.

القبة من الخارج.

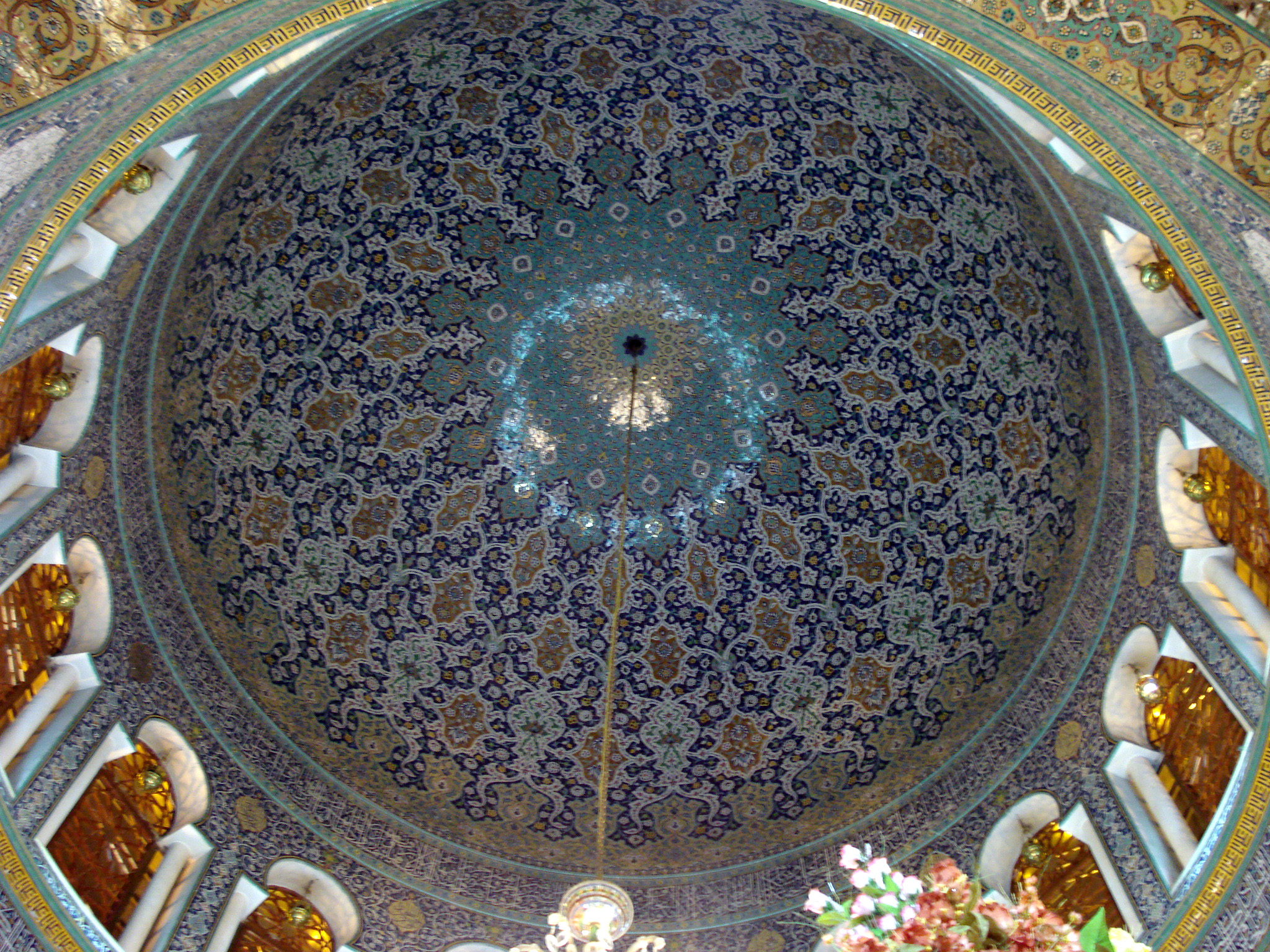
القبة من الداخل.

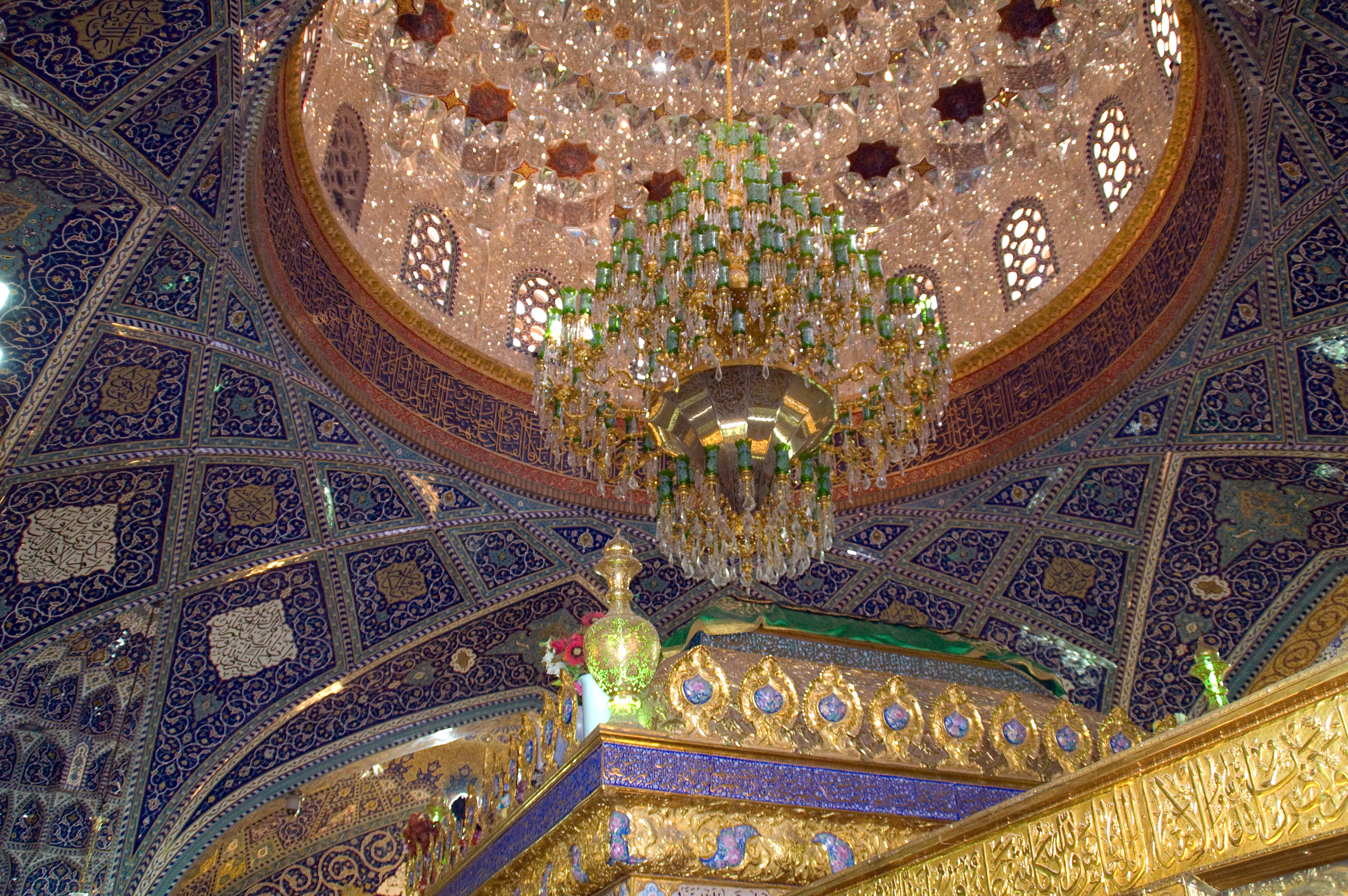
القبة من الداخل، وتظهر أحد زوايا الشباك الجديد (الشباك الذهبي).

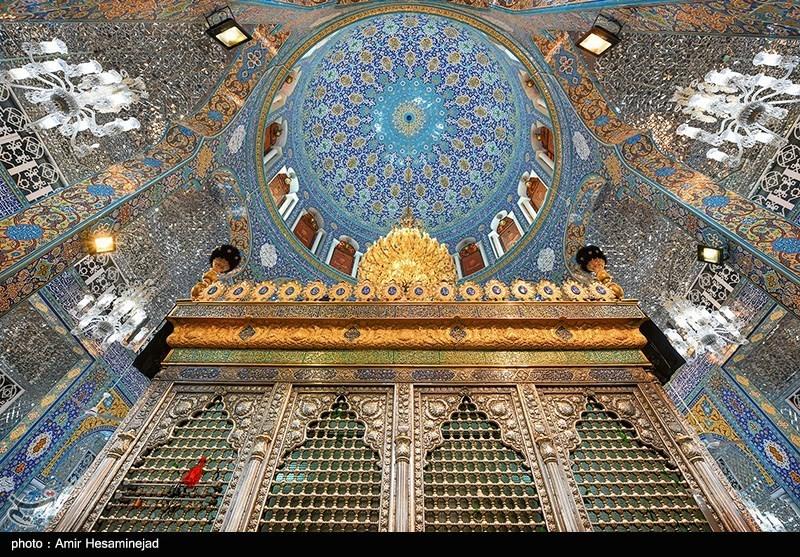
الشباك الحالي الذي تبرعت به إدارة العتبة العباسية للمرقد المقدس عام 2021م.

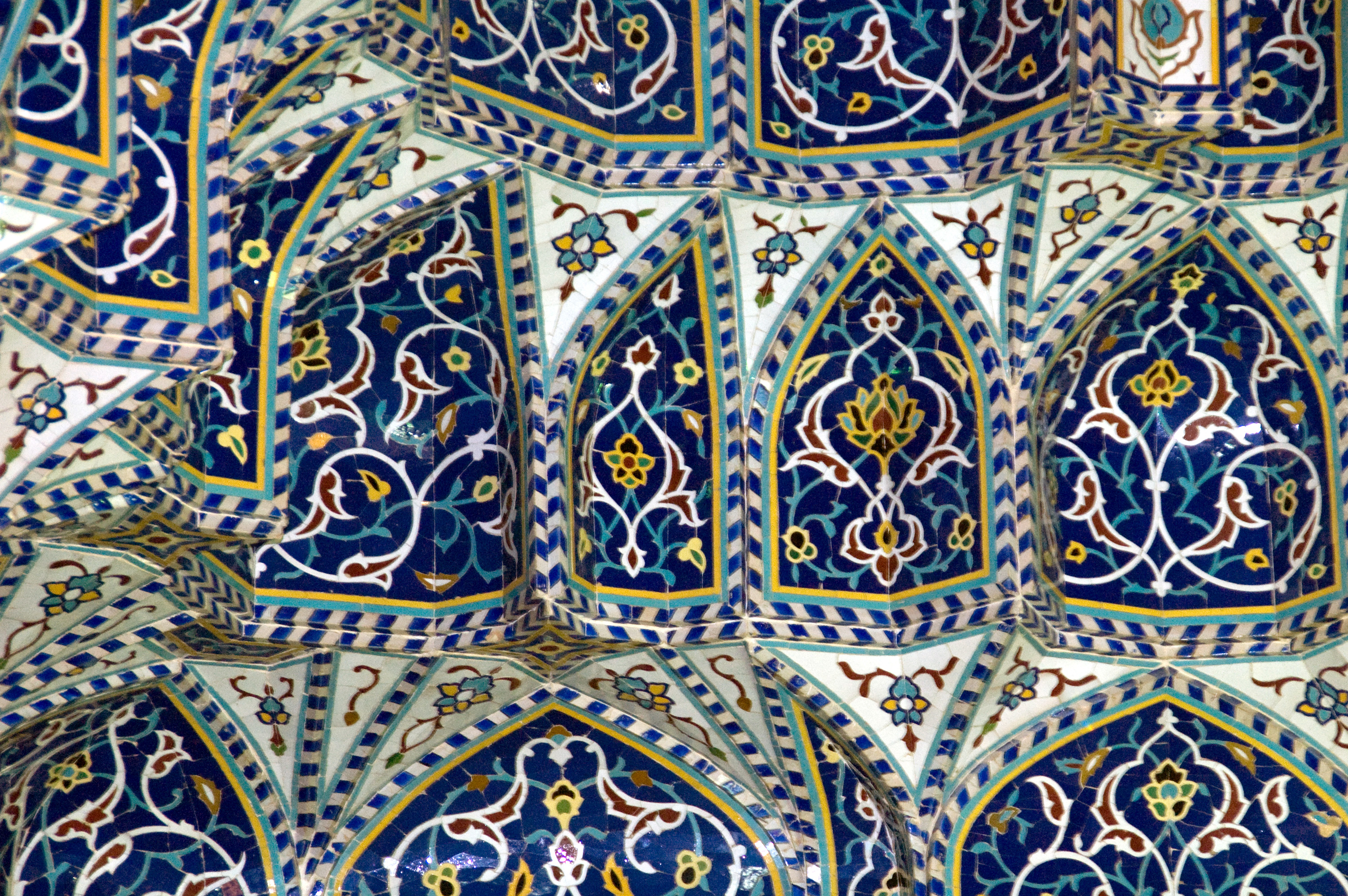
الزخرفة الموجودة داخل المرقد المقدس.

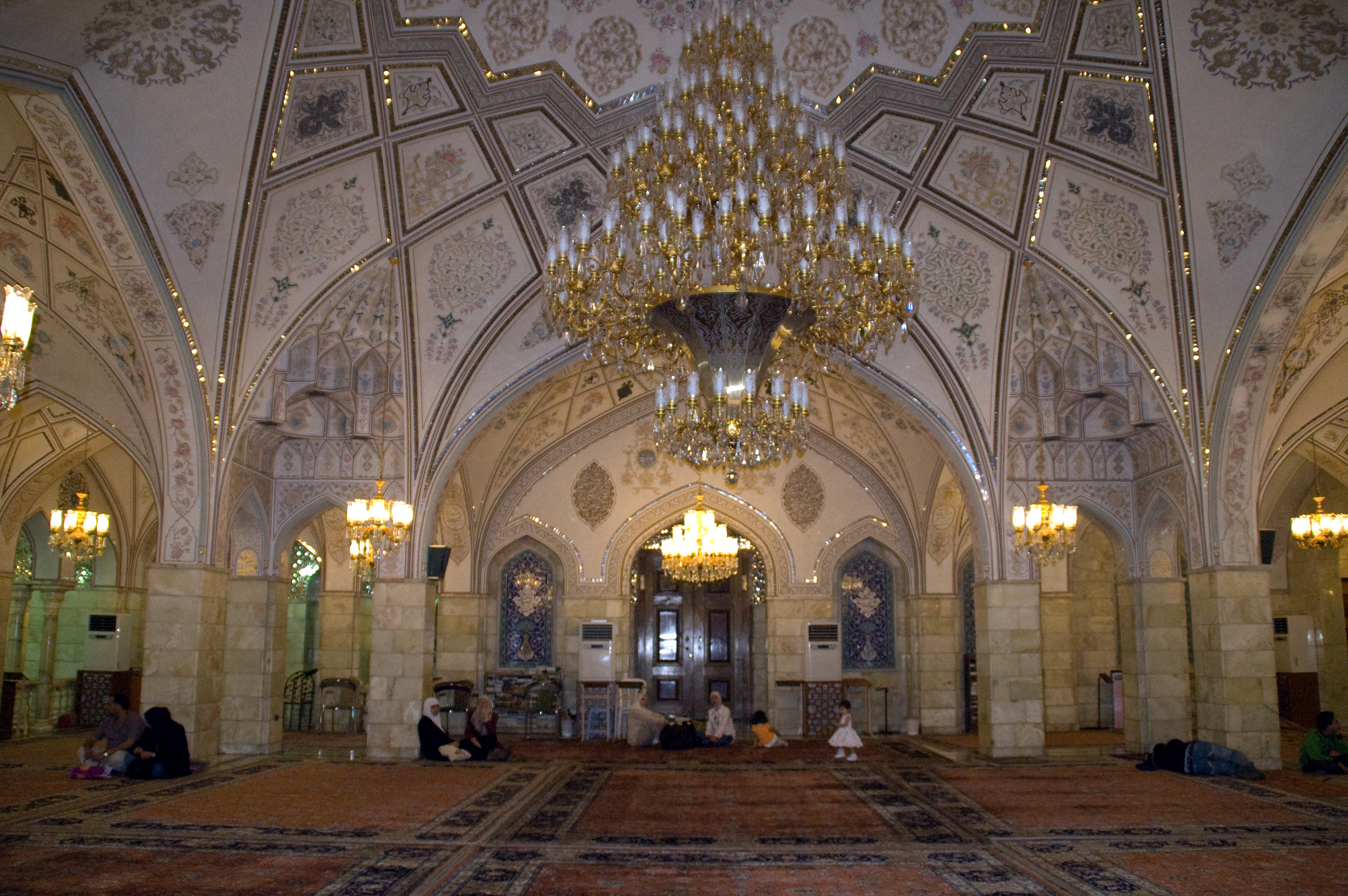
المرقد المقدس من الداخل.

## حواش
- 1 يعتقد الشيعة بعصمة النبي محمد وابنته فاطمة الزهراء والأئمة الاثني عشر، ويعتقدون بأن بعضًا من أبنائهم وبناتهم معصومون أيضًا، ولكن عصمتهم تختلف.[32] يقول محمد الحسيني الشيرازي في كتاب «العباس والعصمة الصغرى»: ليسوا معصومين عصمة الأنبياء والأئمّة لكنّهم يمتلكون بعض خواصّ المعصومين، وهذه ما أسماها البعض منّا بالعصمة الصغرى. والفرق أنّ من له العصمة الكبرى يستحيل عليه العصيان استحالة وقوعية، وأمّا مـن له العصمة الصغرى لا يعصي الله سبحانه وتعالى طرفة عين وإن لم يكن العصيان عليه مستحيلًا.[33]
- 2 من القضايا الخلافية الأساسية بين الشيعة والسنة هو المحسن بن علي بن أبي طالب، حيث يعتقد الشيعة بأن فاطمة الزهراء قد أسقطته بعد حادثة كسر الضلع. فيما ينكر السنة وقوع هذه الحادثة أصلاً، ويقولون بأن المحسن قد ولد ولكنه لم يُقدر له أن يعيش،[34][35] فتقول الكاتبة السنية عائشة عبد الرحمن في كتاب بطلة كربلاء ما نَصُّهُ: إنها الزهراء بنت النبي، توشك أن تضع في بيت النبوة مولوداً جديداً، بعد أن أقرت عيني الرسول بسبطيه الحبيبين؛ الحسن والحسين، وثالث لم يقدر الله له أن يعيش، هو المحسن بن علي.

### كتب
- زينب الكبرى من المهد إلى اللحد. محمد كاظم القزويني، طبع بيروت - لبنان، 2005 م، منشورات دار المرتضى.
- رياحين الشريعة. ذبيح الله المحلاتي، طبع طهران - إيران، 1370 هـ، منشورات دار الكتب الإسلامية.
- زينب الكبرى. جعفر النقدي، طبع قم - إيران، 1420 هـ، منشورات المطبعة الحيدرية.
- السيدة زينب.. عقيلة بني هاشم. عائشة عبد الرحمن بنت الشاطئ، طبع بيروت - لبنان، 1406 هـ / 1985 م، منشورات دار الكتاب العربي.
- مقاتل الطالبيين. أبو الفرج الأصفهاني، طبع النجف - العراق، عام 1385 هـ.

### إشارات مرجعية
1. ↑  الطبرسي، أحمد. الاحتجاج. ج. 2. ص. 27.
2. ↑  إحياء ذكرى ولادة السيدة زينب سلام الله عليها في قضاء عين التمر. نسخة محفوظة 21 أكتوبر 2017 على موقع واي باك مشين.
3. ↑  بالصور .. توافد مواكب العزاء الى كربلاء لأحياء ذكرى وفاة العقيلة زينب (عليها السلام ). العتبة الحسينة المقدسة. نسخة محفوظة 18 نوفمبر 2020 على موقع واي باك مشين.
4. ↑  «تهذيب اللغة»، الأزهري، مادة: زنب
5. ↑  أحمد مختار عمر. «المعجم المعاصر». مادة: زنب
6. ↑  قاموس معاني الأسماء (زينب)، اطلع عليه بتاريخ 14-12-2015 م. نسخة محفوظة 22 ديسمبر 2015 على موقع واي باك مشين.
7. ↑  قاموس المعاني والأسماء (زينب)، اطلع عليه بتاريخ 14-12-2015 م. نسخة محفوظة 16 سبتمبر 2016 على موقع واي باك مشين.
8. ↑  مجد الدين الفيروزآبادي (د.ت.)، القاموس المحيط، ص. 95، QID:Q6404694 {{استشهاد}}: تحقق من التاريخ في: |publication-date= (مساعدة)
9. ↑  «التكمِلة والذيل والصلة» للصَّغَانيِّ، مادة: زنب
10. ↑  القزويني، محمد كاظم. زينب الكبرى من المهد إلى اللحد. ص. 38.
11. ↑  الأصفهاني، أبو الفرج. مقاتل الطالبين. ص. 60.
12. ↑  القزويني، محمد كاظم. زينب الكبرى من المهد إلى اللحد. ص. 60.
13. ↑  المعاجم العربية - معنى العقيلة نسخة محفوظة 6 نوفمبر 2011 على موقع واي باك مشين.
14. ↑  محمد ري شهري- الصّحيح من مقتل سيّد الشّهداء وأصحابه عليهم السّلام-ج1-ص1073 نسخة محفوظة 4 أكتوبر 2018 على موقع واي باك مشين.
15. ↑  سيد محسن الأمين-أعيان الشيعة-ج7-ص137 نسخة محفوظة 4 أكتوبر 2018 على موقع واي باك مشين.
16. ↑  القزويني، محمد كاظم. زينب الكبرى من المهد إلى اللحد. ص. 31.
17. ↑  النقدي، جعفر. زينب الكبرى. ص. 17.
18. ↑  المحلاتي، ذبيح الله. رياحين الشريعة - ج3. ص. 33.
19. ↑  بنت الشاطئ، عائشة عبد الرحمن. بطلة كربلاء. ص. 16.
20. ↑  الصفار، حسن، المرأة العظيمة قراءة في حياة السيدة زينب بنت علي عليهما السلام، ص104
21. ↑  المرأة العظيمة قراءة في حياة السيدة زينب بنت علي،حسن صفار، صفحة:40. نسخة محفوظة 22 مايو 2015 على موقع واي باك مشين.
22. ↑  كريمة الدارين . . السيدة زينب رضي الله عنها ، أحمد فرحات أحمد؛ مجلة: الجديد ، 15 يونيه 1981 ،صفحة:15. نسخة محفوظة 20 مارس 2020 على موقع واي باك مشين.
23. ↑  في يوم الطف،من مجلة الموسوم، ،عبدالعزيز الأهل،صفحة:820-826. نسخة محفوظة 20 مارس 2020 على موقع واي باك مشين.
24. ↑  عقيلة آل البيت زينب بنت علي ، نعمة،عبدالله؛ من مجلة: العرفان، صفحة:26-27. نسخة محفوظة 20 مارس 2020 على موقع واي باك مشين.
25. ↑  السيدة زينب، محمود يوسف؛ مجلة: الموسم ، السنة 1409 ، صفحة:942-943. نسخة محفوظة 8 مارس 2020 على موقع واي باك مشين.
26. ↑  من موقع جامع الأخبار المميزة. نسخة محفوظة 04 مارس 2016 على موقع واي باك مشين.
27. ↑  السيدة زينب الكبري ، وجيه بيضون؛ من مجلة الموسم، السنة 1409 صفحة:766. نسخة محفوظة 25 سبتمبر 2015 على موقع واي باك مشين.
28. ↑  "Sermon of Lady Zaynab in the court of Yazid". al-Islam. مؤرشف من الأصل في 2013-10-13.
29. ↑  في مواقف السيدة زينب عليها السلام من موقعشبكة المعارف الإسلامية. نسخة محفوظة 20 مارس 2020 على موقع واي باك مشين.
30. ↑  القزويني، محمد كاظم، زينب الكبرى من المهد إلى اللحد، ص591
31. ↑  جريدة الأهرام، 10/1/2007 ,فتحي حافظ الحديدي (باحث في التاريخ وعضو في اتحاد الكتاب)
32. ↑  "»الإجابة على الأسئلة العقائدية »مركز الأبحاث العقائدية". www.aqaed.com. مؤرشف من الأصل في 2020-11-27. اطلع عليه بتاريخ 2021-01-08.
33. ↑  الشيرازي، محمد. العباس والعصمة الصغرى. مؤسسة الوعي الإسلامي. ص. 6.
34. ↑  فتح الباري في شرح صحيح البخاري لابن حجر العسقلاني. نسخة محفوظة 30 سبتمبر 2018 على موقع واي باك مشين.
35. ↑  التحفة اللطيفة للسخاوي. نسخة محفوظة 29 يوليو 2017 على موقع واي باك مشين.

## وصلات خارجية
- خطبة السيدة زينب
- السيدة زينب